# براين تشيسكي
براين جوزيف تشيسكي (بالإنجليزية: Brian Chesky) هو رجل أعمال ومصمم صناعي أمريكي والمؤسس المشارك والرئيس التنفيذي لشركة إير بي إن بي. تشيسكي هو أغنى شخص في العالم رقم 249 وفقًا لمجلة فوربس, بثروة صافية قدرها 8.6 مليار دولار, ويرجع ذلك في الغالب إلى ملكيته لـ 76 مليون سهم في إير بي إن بي.

## النشأة والتعليم
ولد بريان تشيسكي في 29 أغسطس 1981 في نيسكايونا, نيويورك, ابن ديبورا وروبرت إتش تشيسكي. والده بولندي وأمه من أصل إيطالي. كان والدا تشيسكي عاملين اجتماعيين. لديه أخت أصغر, أليسون. عندما كان طفلاً, كان تشيسكي مهتمًا بالفن, ورسم نسخ طبق الأصل من اللوحات, والتصميم, وإعادة تصميم الأحذية والألعاب. أصبح فيما بعد مهتمًا بهندسة المناظر الطبيعية وتصميمها.
التحق تشيسكي بكلية رود آيلاند للتصميم (RISD), ابتداءً من عام 1999, وتخرج بدرجة البكالوريوس في الفنون الجميلة في التصميم الصناعي عام 2004. خلال فترة وجوده في RISD, تأثر تشيسكي بأعمال تشارلز ايمس ووالت ديزني. التقى أيضًا بزميله الطالب جو جيبيا, الذي أصبح فيما بعد أحد مؤسسي إير بي إن بي. وفي أوائل العشرينات من عمره, كان أيضًا لاعب هوكي ولاعب كمال أجسام تنافسي.

## حياة مهنية
بعد التحاقه بالجامعة, عمل تشيسكي كمصمم صناعي واستراتيجي في شركة 3DID, Inc. في لوس أنجلوس.
في عام 2007, انتقل إلى سان فرانسيسكو حيث تقاسم شقة مع جيبيا.